# بخش آرلون، شهرستان پاین، مینه سوتا
بخش آرلون (به انگلیسی: Arlone Township) یک منطقهٔ مسکونی در ایالات متحده آمریکا است که در شهرستان پین، مینه‌سوتا واقع شده‌است.
 بخش آرلون ۹۵٫۰ کیلومتر مربع مساحت و ۳۴۵ نفر جمعیت دارد و ۳۰۵ متر بالاتر از سطح دریا واقع شده‌است.